# Kraftwerk Little Goose
Das Kraftwerk Little Goose (englisch Little Goose Lock and Dam) ist ein Laufwasserkraftwerk im Bundesstaat Washington, USA. Es ist das 15. Kraftwerk in der Kette von insgesamt 17 Wasserkraftwerken am Snake River, einem linken Nebenfluss des Columbia Rivers. Der Snake River bildet an dieser Stelle die Grenze zwischen dem Columbia und dem Whitman County.
Mit den Bauarbeiten wurde im Juni 1963 begonnen. Das Kraftwerk ging im März 1970 in Betrieb. Es wurde durch das United States Army Corps of Engineers (USACE) errichtet und wird auch vom USACE betrieben. Grundlage für die Errichtung des Kraftwerks war der River and Harbor Act von 1945.

## Absperrbauwerk
Das Absperrbauwerk ist eine Gewichtsstaumauer aus Beton mit einer Höhe von ungefähr 30 m (100 ft), an die sich ein Erdschüttdamm auf der rechten Flussseite anschließt. Die Schleuse liegt auf der äußersten linken Seite, gefolgt von einem Maschinenhaus sowie einer Wehranlage mit acht Wehrfeldern in der Mitte. Die Mauerkrone liegt auf einer Höhe von 198 m ü. d. M. (651 ft). Die Gesamtlänge einschließlich des Erdschüttdamms beträgt 809 m (2.655 ft). Davon entfallen 200 m (656 ft) auf das Maschinenhaus, 156 m (512 ft) auf die Wehranlage und 100 m (328 ft) auf die Schleuse. Über die Wehranlage können maximal 24.000 m³/s (850.000 ft³/s) abgeleitet werden.

## Stausee
Beim normalen Stauziel von 194,4 m (638 ft) erstreckt sich der Lake Bryan über eine Fläche von rund 40,57 km² (10.025 Acres) und über eine Länge von ca. 60 km (37,2 Meilen). Das minimale Stauziel liegt bei 193 m (633 ft), das maximale bei 197 m (646,5 ft).

## Kraftwerk
Das Kraftwerk Little Goose verfügt über eine installierte Leistung von 810 MW. Als maximal mögliche Leistung (engl. overload capacity) werden 932 MW angegeben, die allerdings nur für einige Stunden erzeugt werden können. 2011 wurden 2,9 Mrd. kWh erzeugt.
Die ersten drei Maschinen wurden 1970 in Betrieb genommen. Drei weitere Maschinen wurden bis 1978 installiert. Die sechs Kaplan-Turbinen leisten jeweils maximal 135 MW und die zugehörigen Generatoren 142 MVA. Die Nenndrehzahl der Turbinen liegt bei 90/min. Der maximale Durchfluss liegt bei 3700 m³/s (130.000 ft³/s).
Der erzeugte Strom wird durch die Bonneville Power Administration (BPA) vermarktet. Die BPA setzt die vier untersten Kraftwerke am Snake River als Spitzenlastkraftwerke ein, um insbesondere die schwankende Stromerzeugung aus Windparks auszugleichen.

## Schleuse
Auf der linken Seite der Staumauer befindet sich eine Schleuse mit einer Länge von 204 m (668 ft) und einer Breite von 26 m (86 ft).

## Sonstiges
Es ist eine Fischtreppe vorhanden.